# ياسمين زهير
ياسمين زهير هي لاعبة كرة قدم مغربية دولية، من مواليد 16 يوليو 2005، تلعب في خط الهجوم، ولدت ياسمين زهير في سان بريست، وتدربت في نادي سانت إتيان. وتلعب في البطولة الوطنية للسيدات تحت 19 عاماً من عام 2021.

## مهنة دولية

#### المغرب -17 عاماً
تلقت أولى دعواتها للمنتخب المغربي تحت 17 عاماً تحت قيادة باتريك قرطبة، حيث شاركت في بطولة تصفيات كأس العالم للسيدات تحت 17 سنة الإفريقية 2022، التي أقيمت في الهند، لكن خرج المنتخب من المجموعة الأولى بفوز واحد وخسارتين.

#### المغرب -20 عاماً
استدعى أنطوني ريماسون ياسمين زهير للمشاركة مع المنتخب المغربي تحت 20 عاماً في مواجهة ثنائية ودية ضد منتخب غينيا في العاصمة كوناكري يومي 16 و19 فبراير 2023 في ملعب 28 سبتمبر. التي خسر فيها المغرب بالمحصلة النهائية بنتيجة 3-2.

#### المنتخب المغربي
تلقت ياسمين زهير في أبريل 2023 أول استدعاء من رينالد بيدروس مدرب المنتخب المغربي الوطني للمشاركة في مباراتين دوليتين وديتين، يوم 6 أبريل 2023 في خوموتوف، و11 أبريل 2023 في بوخارست.